# Schimmelkevers
De schimmelkevers, ook wel dwergspektorren (Latridiidae) vormen een familie van kevers (Coleoptera) in de superfamilie Cucujoidea.
Over de naamgeving van deze familie is enig dispuut geweest omdat volgens de prioriteitsregels van de ICZN de naam Corticariidae voor de familie gebruikt zou moeten worden, aangezien deze naam door John Curtis in 1829 en dus eerder was gepubliceerd. De International Commission on Zoological Nomenclature heeft echter besloten de naam Latridiidae aan te houden.
Schimmelkevers zijn over het algemeen zeer klein: de lichaamslengte bedraagt 0,25 tot 3,2 millimeter. De kevers leven van schimmels en hun sporen.

## Onderfamilies
De schimmelkevers zijn verdeeld in twee onderfamilies:
- Latridiinae
- Corticariinae

## Geslachten
Geslachten staan hieronder vermeld met het aantal soorten tussen haakjes.
- Adistemia (13)
- Austrophthalma (1)
- Besuchetia (1)
- Bicava (25)
- Cartodere (46)
- Colovocerida (1)
- Corticaria Marsham, 1802 (172)
- Corticarina (139)
- Corticaromus (1)
- Cortinicara (15)
- Dicastria (1)
- Dienerella (40)
- Enicmus (50)
- Euchionellus (1)
- Eufallia (2)
- Eufalloides (1)
- Fuchsina (2)

- Herfordia (2)
- Latridius (19)
- Lithostygnus Broun, 1886 (5)
- Melanophthalma Motschulsky, 1866 (129)
- Metophthalmoides (1)
- Metophthalmus Motschulsky, 1850 (52)
- Migneauxia (11)
- Mumfordia (3)
- Nalpaumia (1)
- Neoploptera (1)
- Paracaria (1)
- Rethusus (4)
- Revelieria Perris, 1869 (2)
- Stephostethus (38)
- Succinimontia (1)
- Thes (2)

## In Nederland waargenomen soorten
- Genus: Adistemia
  - Adistemia watsoni
- Genus: Cartodere
  - Cartodere bifasciata
  - Cartodere constricta
  - Cartodere elongata
  - Cartodere nodifer
- Genus: Corticaria
  - Corticaria alleni
  - Corticaria crenulata
  - Corticaria elongata
  - Corticaria ferruginea
  - Corticaria foveola
  - Corticaria fulva
  - Corticaria impressa
  - Corticaria inconspicua
  - Corticaria longicollis
  - Corticaria longicornis
  - Corticaria obscura
  - Corticaria punctulata
  - Corticaria rubripes
  - Corticaria saginata
  - Corticaria serrata
  - Corticaria umbilicata
- Genus: Corticarina
  - Corticarina cavicollis
  - Corticarina minuta
  - Corticarina similata
  - Corticarina truncatella
- Genus: Cortinicara
  - Cortinicara gibbosa
- Genus: Dienerella
  - Dienerella argus
  - Dienerella beloni
  - Dienerella clathrata
  - Dienerella costulata
  - Dienerella filiformis
  - Dienerella filum
  - Dienerella ruficollis
  - Dienerella vincenti
- Genus: Enicmus
  - Enicmus brevicornis
  - Enicmus fungicola
  - Enicmus histrio
  - Enicmus rugosus
  - Enicmus testaceus
  - Enicmus transversus
- Genus: Latridius
  - Latridius assimilis
  - Latridius consimilis
  - Latridius hirtus
  - Latridius minutus
  - Latridius porcatus
- Genus: Lithostygnus
  - Lithostygnus serripennis
- Genus: Melanophthalma
  - Melanophthalma distinguenda
  - Melanophthalma suturalis
  - Melanophthalma transversalis
- Genus: Migneauxia
  - Migneauxia lederi
- Genus: Stephostethus
  - Stephostethus alternans
  - Stephostethus angusticollis
  - Stephostethus lardarius - (Dwergspektor)
  - Stephostethus pandellei
  - Stephostethus rugicollis
- Genus: Thes
  - Thes bergrothi